# Disparago anomala
Disparago anomala là một loài thực vật có hoa trong họ Cúc. Loài này được Schltr. ex Levyns mô tả khoa học đầu tiên năm 1936.